# Heinrich Küttner
Hans Heinrich Küttner (* 1. August 1905 in Dresden; † 6. Januar 1964 in Braunschweig) war ein deutscher Ingenieur und Hochschullehrer.

## Leben
Hermann Küttner war ein Sohn des Finanzassessors und späteren Ministerialrates Robert Ludwig Hans Küttner und dessen Ehefrau Dorothea geborene Raabe. Nach der Reifeprüfung am Georg-Gymnasium in Dresden 1924 studierte er an der Technischen Hochschule Dresden, wo er 1930 das Diplom als Ingenieur erlangte und danach in verschiedenen Industriebetrieben tätig war. 1935 wurde er wissenschaftlicher Assistent am Maschinenlabor der Technischen Hochschule. 1938 erfolgte seine Ernennung zum Oberassistenten, gefolgt 1939 von der Promotion zum Dr.-Ing. und 1942 von der Habilitation an der Technischen Hochschule Dresden. Bereits zuvor hatte er im Wintersemester 1939/40 vertretungsweise Vorlesungen von Professor Nägel übernommen.
1940 wurde Küttner zum Geschäftsführer des Arbeitskreises für Fragen der Motorverbrennung im Deutschen Forschungsrates Arbeitskreises im Reichsverkehrsministerium in Berlin ernannt. Im selben Jahr übernahm er die Leitung des Maschinenlabors. 1941 wurde er in den Senat der Technischen Hochschule Dresden berufen. 1943 erhielt er als Dozent den Lehrauftrag für Kolbenmaschinen, nachdem er zuvor bereits stellvertretender Leiter der Luftwaffenentwicklungsstelle geworden war. 1944 war er stellvertretender Leiter des Maschinenlaboratoriums. Zu diesem Zeitpunkt war er bereits Oberingenieur.
Er war als Dozent u. a. Vertrauensmann für die Abteilung für Maschinenbau der Fakultät für Maschinenwesen der TH Dresden im NSD-Dozentenbund.
Nach Kriegsende verließ er die Sowjetische Besatzungszone und ließ sich in Niedersachsen nieder. Am 1. März 1963 war er Mitgründer des Instituts für Energie- und Systemverfahrenstechnik, gegründet als Lehrstuhl für Heizungs- und Verbrennungstechnik an der Technischen Hochschule Braunschweig, dessen erster Ordinarius er wurde, jedoch bereits im folgenden Jahr starb.

## Schriften (Auswahl)
- Druckschwankungen in den Dampfleitungen schnellaufender Kolbendampfmaschinen. Berlin 1939.
- Die Strömungs- und Pumpverluste bei Fahrzeug-Kolbendampfmaschinen. Dresden 1942.